# Bisbat de Pavia

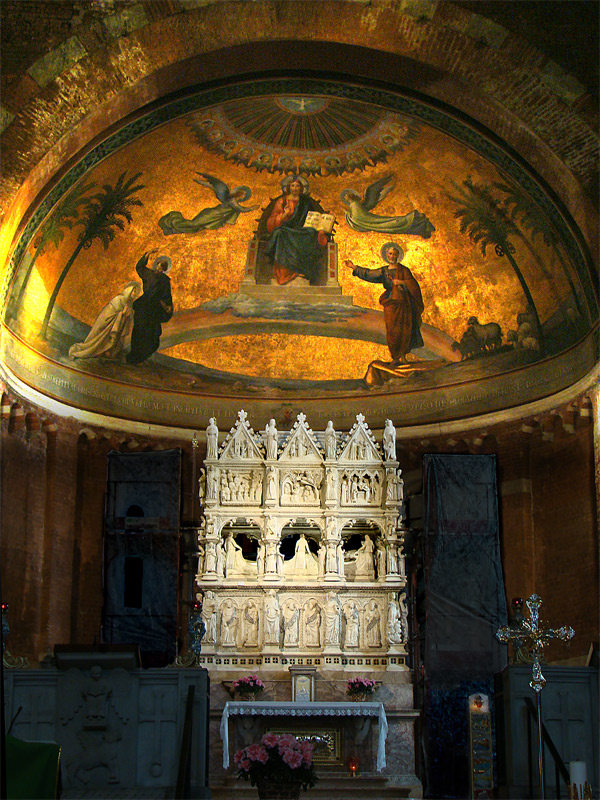
Interior de la basílica de San Pietro in Ciel d'Oro, amb l'absis i l'arca que conté les relíquies de sant Agustí

El bisbat de Pavia (italià: diocesi di Pavia; llatí: Dioecesis Papiensis) és una seu de l'Església catòlica, sufragània de l'arquebisbat de Milà, que pertany a la regió eclesiàstica Llombardia. El 2004 tenia 158.711 batejats d'un total de 161.562 habitants. Actualment està regida pel bisbe Corrado Sanguineti.

## Territori
La diòcesi limita amb el riu Ticino al l'oest, el Po al sud, la collada de Lodigiano a l'est i el Lambro meridional al nord.
La seu episcopal es troba a la ciutat de Pavia, on s'alça la catedral de Santo Stefano e Santa Maria Assunta, que recorda amb la doble denominació l'existència de dues catedrals medievals (estiu i hivern). A Pavia també es troben les basíliques de Sant Pietro in Ciel d'Oro, que custòdia les restes de sant Agustí; i la de San Michele Maggiore, l'antiga església que va ser seu de la coronació dels reis llombards.
El territori està dividit en 99 parròquies. Les parròquies de Torrevecchia Pia, Vigonzone i Zibido al Lambro, que fins al 1979 pertanyien a l'arxidiòcesi de Milà, van mantenir el ritu ambrosià en lloc del romà. Per les necessitats pastorals, per carta episcopal de 2006 s'introduí també el ritu romà "ad experimentum.

## Història
El testimoni més antic de l'existència d'una comunitat cristiana a Pavia està al Vita Martini, la biografia de Sant Martí de Tours escrita pel seu deixeble Sulpici Sever. En aquesta es narra que Martí, que en aquest moment encara era un nen i vivia a Ticinum (nom en llatí), es va escapar de casa i ad ecclesiam confugit (es va refugiar a l'església): l'episodi radicaria al voltant del 325-330 (Martí va néixer vers el 316 o 317), i fins i tot amb tota la cautela en la interpretació del cas, indiquen l'existència d'una "església" (una comunitat cristiana o un lloc de culte) a Pavia en els següents anys a l'Edicte de Milà (313) i el Primer Concili de Nicea (325).
El primer bisbe de Pavia documentat de les fonts antigues és Invenzio o Evenzio, que apareix entre els bisbes que van assistir al Concili d'Aquileia de 381, conduït per Ambròs de Milà, que també parla d'Evenzio a la seva obra De officiis ministrorum, escrit al voltant de 390.
Segons la tradició local, però, el fundador i primer bisbe de la ciutat va ser Siro, va viure a la primera meitat del segle iv. Una llegenda de la baixa edat mitjana l'identifica amb el nen que, en el capítol 6 de l'Evangeli segons Sant Joan, ofereix a Jesús els pans i els peixos pel miracle de la seva multiplicació, d'aquí la iconografia habitual del sant, que el representa amb la roba episcopal i amb el peu una cistella que conté precisament els pans i els peixos.
En 451 s'esmenta Pavia com sufragània del patriarcat d'Aquileia.
Al segle vi el Papa Hormisdes va concedir al bisbe sant Ennodi i els seus successors el privilegi del pal·li, que serà confirmat el 24 d'agost de 877 pel Papa Joan VIII al bisbe Joan II.
Capital del regne dels longobards arrians, Pavia va viure durant dècades amb episcopat duplicat, un catòlic i un arrià, situació que va acabar amb un acte del rei Aripert I († 661), que va posar fi a la jerarquia ària; en aquesta ocasió el bisbe arrià Anastasi es va convertir al catolicisme.
El 679 el bisbe de Pavia va participar en el concili provincial de Milà, indici molt probable de la pertinença a Pavia a la província eclesiàstica de Milà.
Cap al començament del segle viii, l'elecció del bisbe sant Armentari despertà alguns contrastos a la jurisdicció metropolitana, el que suggereix que en aquest moment la diòcesi de Pavia no estava subjecte a l'autoritat metropolitana de l'arxidiòcesi de Milà, probablement per l'emancipació política durant el domini longobard. Potser en aquest moment s'inicià la independència eclesiàstica de l'església de Pavia de la jurisdicció de Milà i la seva submissió immediata a la seu romana.
Entre els segles X i xi es va formar el territori depenent pel bisbe de Pavia amb l'adquisició o disposició a la seu episcopal de pieves dotades de ius baptizandi; en una butlla d'Honori III de 1217 apareix una visió general de la gestió del bisbe a principis del segle xiii.
El 1423 es va celebrar a Pavia concili, que més tard es va traslladar a Siena, però les seves conclusions criticades d'heretgia, van ser rebutjades i el consell no va ser reconegut com a concili ecumènic.
Poc després del Concili de Trento, el bisbe Ippolito Rossi erigí el seminari de la diòcesi. El mateix bisbe va argumentar vigorosament i victoriosament una disputa amb Sant Carles Borromeu, que volia sotmetre la seu de Pavia sota la potestat metropolitana de l'arxidiòcesi de Milà. També va aconseguir del Papa Sixte V una nova confirmació de les antigues prerrogatives de la diòcesi, incloent l'ús del pal·li.
El 15 de febrer de 1743 el Papa Benet XIV amb la butlla Ad supremam equidem va concedir als bisbes de Pavia que afegissin el títol d'arquebisbe d'Amasea.
L'1 de juny de 1803 va ser assignat com sufragània de la província eclesiàstica de Milà, confirmant-se el 16 de febrer de 1819 amb la butlla Paternae charitatis del Papa Pius VII, amb la qual es va declarar que la suffraganeitat començaria amb la mort del bisbe a càrrec, Paolo Lamberto D'Allègre, que es va produir el 1821. Amb la mateixa butlla Paternae charitatis va ser revocada la unió del títol d'Amasia amb el de Pavia.
El 1817 la diòcesi va donar totes les parròquies a la dreta del Ticino a la diòcesi de Vigevano.
El 20 de juny de 1859 Pietro Maria Ferrè va ser traslladat de la diòcesi de Crema a la seu episcopal de Pavia, però després que la unitat es va trobar l'oposició del govern italià perquè per a l'elecció s'havien observat els privilegis de la corona austrohongaresa. El bisbe no va poder prendre possessió de la seu i va quedar-se a Crema com a administrador apostòlic. La situació es va resoldre el 27 de març de 1867, quan va ser traslladat a la diòcesi de Casale Monferrato.

## Cronologia episcopal
- San Siro † (primera meitat del segle iv)
- San Pompeo I † (inici del segona meitat del segle iv)
- Sant'Invenzio † (inicis de 381 - vers 397 mort)
- Profuturo † (397 – inicis del segle V)
- Obediano † (primera meitat del segle v)
- Sant'Ursicin † (primera meitat del segle v)
- San Crispino I † (inicis de 451 - vers 466 mort)
- Sant'Epifanio † (466 - vers 496 mort)[9]
- San Massimo † (citat el 501)
- Sant Ennodi † (inicis de 515 - 17 de juliol de 521 mort)
- San Crispino II † (521 - 30 d'octubre de 541 mort)
- Paolo † (541 - 566 ?)
- Pompeo II † (segona meitat del segle vi)
- Severo † (finals del segle vi – inici del vii
- Bonifacio † (inici del segle vii)
- Tommaso † (meitat del segle vii)
- Sant'Anastasio † (? - 28 de maig de 679/680 mort)
- San Damiano † (680 - 12 d'abril de 710 mort)
- Sant'Armentario † (710 - 722)
- San Pietro I † (vers 722 - vers 740)
- San Teodoro † (vers 740 – inici de la segona meitat del segle viii)
- Agostino † (inici de la segona meitat del segle viii)[10]
- Girolamo † (citat el 769)
- Ireneo † (segona meitat del segle viii)
- Gandolfo † (segona meitat del segle viii)
- Pietro II † (781 - 790)
  - Waldo di Reichenau, O.S.B. † (795 - 802) (administrador)[11]
- San Giovanni I † (segle ix)
- Sebastiano † (segle ix)
- Adeodato † (segle ix)
- Liutardo † (segle ix)
- San Litifredo I † (segle ix)
- Giovanni II † (874 - 911)
- Giovanni III il Buono † (912 - 924 mort)
- Leone † (925 - 930 o 943)
- Litifredo II † (930 o 943 - 971)
- Pietro Canepanova † (971 - 983 elegit papa amb el nom de Joan XIV)
- Guido (forse Corti) † (984 - 1008)
- Rainaldo (forse Catassi) † (1008 - 1056)
- Enrico (Olderico) Astari † (1057 - 1068)
- Guglielmo d'Este † (1068 - 1104)
- Guido Pescari † (1104 - 1118)
- Bernardo Lonati, C.R.L. † (1118 - 1130)
- Pietro Rosso † (1130 - 1139)
- Alfano Confalonieri †
- Pietro Toscani, O.Cist. † (1148 - 20 de maig de 1180 mort)
- San Lanfranco Beccari † (1180 - 23 de juny de 1198 mort)
- Beat Bernardo Balbi † (8 d'agost de 1198 - 18 de setembre de 1213 mort)
- Rodobaldo de' Sangiorgio † (1213 - 1215 mort)
- Gregorio Crescenzi † (1215 - 1216)
- San Fulco Scotti † (1216 - 26 d'octubre de 1229 mort)
- San Rodobaldo Cepolla † (16 de juny de 1230 - 12 d'octubre de 1254 mort)
- Guglielmo da Caneto † (inicis de 1256 - 1272)
  - Corrado Beccaria (1272 - 1282) (antibisbe)
- Guido Zazzi, O.S.B.Clun. † (1272 - 1294 mort)
  - Ottone Beccaria † (1294 - 1295 mort) (bisbe electe)
- Guido Langosco † (18 d'abril de 1295 - 10 de juny de 1311 mort)
  - Isnardo Tacconi, O.P. † (5 d'agost de 1311 - 1320 deposat) (administrador apostòlic)
  - Giovanni Beccaria, O.F.M. † (16 de novembre de 1320 - 26 de febrer de 1324 dimití) (administrador apostòlic)
- Carante Sannazzari † (15 de juny de 1326 - 1328 mort)
- Giovanni Fulgosi † (16 de desembre de 1328 - 1342)
- Matteo Riboldi † (7 d'octubre de 1342 - 27 de juny de 1343 nomenat bisbe de Verona)
- Pietro Spelta, O.Hum. † (27 de juny de 1343 - 1356 mort)
- Alchiero Alchieri † (9 de desembre de 1356 - finals de 1361 mort)
- Francesco Sottoriva † (5 de maig de 1363 - 1386 mort)
- Guglielmo Centueri, O.F.M. † (27 de setembre de 1386 - 1402 mort)
- Pietro Grassi † (27 de setembre de 1402 - 28 de setembre de 1426 mort)
- Francesco Piccolpasso † (26 de febrer de 1427 - 7 de juny de 1435 nomenat arquebisbe de Milà)
- Enrico Rampini † (7 de juny de 1435 - 23 d'agost de 1443 nomenat arquebisbe de Milà)
  - Sede vacante (1443-1446)[12]
- Giacomo Borromeo † (18 de juliol de 1446 - 4 d'agost de 1453 mort)
- Giovanni Castiglione † (3 d'octubre de 1453 - 14 d'abril de 1460 mort)
- Giacomo Ammannati Piccolomini † (23 de juliol de 1460 - 10 de setembre de 1479 mort)
- Ascanio Maria Sforza Visconti † (17 de setembre de 1479 - 1505 dimití) (administrador apostòlic)
- Francesco Alidosi † (26 de març de 1505 - 24 de maig de 1511 mort)
- Antonio Maria Ciocchi del Monte † (30 de maig de 1511 - 13 de març de 1521 dimití)
- Giovanni Maria Ciocchi del Monte † (13 de març de 1521 - 3 de juny de 1530 dimití)
- Giovan Girolamo de' Rossi † (3 de juny de 1530 - 1541 deposat)
- Giovanni Maria Ciocchi del Monte † (4 de juny de 1544 - 7 de febrer de 1550 elegit papa amb el nom de Juli III) (per segon cop)
- Giovan Girolamo de' Rossi † (22 de febrer de 1550 - 5 d'abril de 1564 mort) (per segon cop)[13]
- Ippolito de' Rossi † (4 de setembre de 1564 - 28 d'abril de 1591 mort)
- Sant'Alessandro Sauli, B. † (10 de maig de 1591 - 11 d'octubre de 1592 mort)
  - Francesco Gonzaga, O.F.M.Obs. † (29 de gener de 1593 - 30 d'abril de 1593 nomenat bisbe de Màntua) (bisbe electe)
- Guglielmo Bastoni † (30 d'abril de 1593 - 1608 o 1609 mort)
- Giambattista Biglia † (19 de gener de 1609 - 1617 mort)
- Fabrizio Landriani † (17 de juliol de 1617 - 1642 mort)
- Giovanni Battista Sfondrati † (1 de desembre de 1642 - 1647 mort)
- Francesco Biglia † (10 de febrer de 1648 - 1659 mort)
- Girolamo Melzi † (22 de setembre de 1659 - d'octubre de 1672 mort)
- Lorenzo Trotti † (12 de desembre de 1672 - 29 de setembre de 1700 mort)
- Jacopo Antonio Morigia, B. † (24 de gener de 1701 - 8 d'octubre de 1708 mort)
  - Sede vacante (1708-1711)
- Agostino Cusani † (14 d'octubre de 1711 - 12 de juliol de 1724 dimití)
- Francesco Pertusati, O.S.B.Oliv. † (11 de setembre de 1724 - 17 de novembre de 1752 mort)
- Carlo Francesco Durini † (23 de juliol de 1753 - 25 de juny de 1769 mort)
- Bartolomeo Olivazzi † (11 de setembre de 1769 - 14 de setembre de 1791 mort)
- Giuseppe Bertieri, O.E.S.A. † (26 de març de 1792 - 15 de juliol de 1804 mort)
  - Sede vacante (1804-1807)
- Paolo Lamberto D'Allègre † (18 de setembre de 1807 - 6 d'octubre de 1821 mort)
- Luigi Tosi † (16 de maig de 1823 - 13 de desembre de 1845 mort)
  - Sede vacante (1845-1850)
- Angelo Ramazzotti, O.SS.C.A. † (20 de maig de 1850 - 15 de març de 1858 nomenat patriarca de Venècia)
- Pietro Maria Ferrè † (20 de juny de 1859 - 27 de març de 1867 nomenat bisbe de Casale Monferrato)
  - Sede vacante (1867-1871)
- Lucido Maria Parocchi † (27 d'octubre de 1871 - 12 de març de 1877 nomenat arquebisbe de Bolonya)
- Agostino Gaetano Riboldi † (12 de març de 1877 - 15 d'abril de 1901 nomenat arquebisbe de Ravenna)
- Francesco Ciceri † (15 d'abril de 1901 - 2 de juny de 1924 mort)
- Giuseppe Ballerini † (26 de juliol de 1924 - 22 de juny de 1933 mort)
- Giovanni Battista Girardi † (8 de maig de 1934 - 17 d'abril de 1942 mort)
- Carlo Allorio † (4 de juliol de 1942 - 2 de juliol de 1968 jubilat)
- Antonio Giuseppe Angioni † (6 de juliol de 1968 - 2 d'abril de 1986 jubilat)
- Giovanni Volta † (2 d'abril de 1986 - 1 de desembre de 2003 jubilat)
- Giovanni Giudici, (1 de desembre de 2003 - 16 de novembre de 2015 jubilat)
- Corrado Sanguineti, des del 16 de novembre de 2015

## Estadístiques
A finals del 2004, la diòcesi tenia 158.711 batejats sobre una població de 161.562 persones, equivalent al 98,2% del total.
| any  | població | població | població | sacerdots | sacerdots       | sacerdots       | sacerdots             | diaques | religiosos | religiosos | parroquies |
| ---- | -------- | -------- | -------- | --------- | --------------- | --------------- | --------------------- | ------- | ---------- | ---------- | ---------- |
| any  | batejats | total    | %        | total     | clergat secular | clergat regular | batejats por sacerdot | diaques | homes      | dones      |            |
| 1950 | 141.298  | 141.348  | 100,0    | 208       | 182             | 26              | 679                   |         | 26         | 697        | 97         |
| 1969 | 153.000  | 154.215  | 99,2     | 212       | 179             | 33              | 721                   |         | 39         | 640        | 96         |
| 1980 | 150.322  | 170.322  | 88,3     | 190       | 160             | 30              | 791                   |         | 37         | 435        | 104        |
| 1990 | 162.029  | 162.370  | 99,8     | 179       | 151             | 28              | 905                   |         | 33         | 348        | 99         |
| 1999 | 159.689  | 161.610  | 98,8     | 170       | 132             | 38              | 939                   |         | 54         | 237        | 99         |
| 2000 | 162.236  | 162.897  | 99,6     | 176       | 136             | 40              | 921                   |         | 53         | 238        | 99         |
| 2001 | 167.135  | 168.102  | 99,4     | 175       | 137             | 38              | 955                   |         | 51         | 689        | 99         |
| 2002 | 157.226  | 168.379  | 93,4     | 168       | 131             | 37              | 935                   |         | 43         | 219        | 99         |
| 2003 | 167.450  | 170.458  | 98,2     | 166       | 131             | 35              | 1.008                 |         | 46         | 246        | 99         |
| 2004 | 158.711  | 161.562  | 98,2     | 157       | 129             | 28              | 1.010                 |         | 31         | 222        | 99         |

## Note
1. ↑  Patrologia Latina, XX, cc. 95-150
2. ↑  V. Lanzani, Dalle origini della città cristiana all'arrivo dei Longobardi, in "Storia Religiosa della Lombardia", vol. 11: "Diocesi di Pavia", La Scuola, Brescia, 1995, pp. 14-18.
3. ↑  Lanzani cit., p.20
4. ↑  M.P. Billanovich, San Siro. Falsificazione, mito, storia, in «Italia medievale e umanistica», 29 (1986), pp. 1-54; A. M. Orselli, La città altomedievale e il suo santo patrono.(Ancora una volta) il campione pavese, in L'immaginario religioso della città medievale, Ravenna 1980, pp. 243-353. Secondo Francesco Lanzoni l'aver anticipato di tre secoli l'esistenza di san Siro costrinse autori locali ad inserire i nomi di una quindicina di vescovi fittizi per colmare il vuoto temporale venutosi a creare nel catalogo episcopale.
5. ↑  F. Besostri, La città, il re, il vescovo, in «Cultura Religiosa e Scuola», Anno II, n, 3 (de juliol de-de desembre de 2011), pp. 69-84.
6. ↑  Testo della bolla in Cappelletti, op. cit., pp. 454-456.
7. ↑  Testo della bolla in Cappelletti, op. cit., pp. 492-495.
8. ↑  Cappelletti, op. cit.. p. 509.
9. ↑  La cronologia és incerta; altres dates propostes pels historiadors són 467-497.
10. ↑  El seu episcopat durà pocs dies i no va arribar a prendre possessió de la seu.
11. ↑  Absent del catàleg episcopal publicat per Gams i a la pàgina de la diòcesi.
12. ↑  El 4 de setembre de 1443 Bernardo Landriano, bisbe d'Asti, va ser elegit per a la seu de Pavia, però no acceptà el trasllat.
13. ↑  Segons Eubel dimití el 4 de setembre i va ser succeït per Ippolito.